# 高山市の地名
- 岐阜県 > 高山市 > 地名

高山市の地名では、同市内に存在する町名・字名を一覧にして記す。括弧内は大字の場合は旧自治体名、数字の場合は成立年もしくは廃止年、町名の場合は旧町名である。

## 高山市発足時
1936年1月1日、大野郡高山町と大名田町が合併して市制を施行し、高山市が発足。成立時の大字を以下に記す。
- 三町　　（旧・高山町）　　1942年廃止
- 空町　　（旧・高山町）　　1942年廃止
- 新町　　（旧・高山町）　　1942年廃止
- 川西　　（旧・高山町）　　1942年廃止
- 町方　　（旧・高山町）　　1942年廃止
- 上岡本　　（旧・高山町）（灘村）　　1942年廃止
- 下岡本　　（旧・高山町）（灘村）　　1942年廃止
- 松本　　（旧・高山町）（灘村）　　1942年廃止
- 桐生　　（旧・高山町）（灘村）　　1942年廃止
- 本母　　（旧・高山町）（灘村）　　1942年廃止
- 冬頭　　（旧・高山町）（灘村）　　1942年廃止
- 片野　　（旧・大名田町）　　1942年廃止
- 石浦　　（旧・大名田町）　　1942年廃止
- 千島　　（旧・大名田町）　　1942年廃止
- 花里　　（旧・大名田町）　　1942年廃止
- 西之一色　　（旧・大名田町）　　1942年廃止
- 七日町　　（旧・大名田町）　　1942年廃止
- 江名子　　（旧・大名田町）　　1942年廃止

## 1942年
1942年7月15日、高山市全域で区画整理が行われ、地名はすべて変更された。
- 宗猷寺町　　（空町など）
- 天性寺町　　（空町など）
- 愛宕町　　（空町など）
- 若達町1～2丁目　　（空町など）
- 春日町　　（空町など）
- 島川原町　　（空町など）
- 堀端町　　（空町など）
- 馬場町1～2丁目　　（空町など）
- 吹屋町　　（空町など）
- 大門町　　（空町など）
- 鉄砲町　　（空町など）
- 森下町　　（片野など）
- 城山　　（片野、空町、江名子など）
- 神明町1～2丁目　　（片野、三町など）
- 上一之町　　（三町など）
- 下一之町　　（三町など）
- 上二之町　　（三町など）
- 下二之町　　（三町など）
- 上三之町　　（三町など）
- 下三之町　　（三町など）
- 片原町　　（三町など）
- 左京町　　（新町など）
- 桜町　　（新町など）
- 八幡町　　（新町など）
- 大新町1～5丁目　　（新町など）
- 上川原町　　（川西など）
- 川原町　　（川西など）
- 西町　　（川西など）
- 本町1～4丁目　　（川西、七日町、町方など）
- 有楽町　　（町方など）
- 相生町　　（川西、町方など）
- 花川町　　（花里、町方など）
- 名田町1～6丁目　　（花里、川西など）
- 天満町1～6丁目　　（花里など）
- 花里町1～6丁目　　（花里など）
- 朝日町　　（七日町、町方など）
- 末広町　　（七日町、町方など）
- 七日町1～3丁目　　（七日町など）
- 神田町1～2丁目　　（七日町、町方など）
- 総和町1～3丁目　　（七日町など）
- 初田町1～3丁目　　（七日町など）
- 花岡町1～3丁目　　（七日町など）
- 江名子町　　（江名子）
- 石浦町　　（石浦）
- 松倉町　　（西之一色、花里、千島など）
- 越後町　　（花里など）
- 千島町　　（千島）
- 西之一色町1～3丁目　　（西之一色）
- 昭和町1～3丁目　　（西之一色、上岡本、下岡本、七日町など）
- 岡本町1～4丁目　　（上岡本、下岡本）
- 上岡本町　　（上岡本）
- 下岡本町　　（下岡本）
- 松本町　　（松本）
- 桐生町　　（桐生）
- 本母町　　（本母）
- 冬頭町　　（冬頭）
- 大平町　（千島など）
- 片野町1～6丁目　　（片野）

## 1943年
1943年4月1日、大野郡上枝村を編入したことにより設置。
- 下切町
- 中切町
- 赤保木町
- 前原町
- 下林町
- 山田町
- 下之切町
- 新宮町
- 八日町

## 1955年
1955年（昭和30年）4月1日 大野郡大八賀村を編入したことにより設置。
- 三福寺町
- 松之木町
- 五名町
- 漆垣内町
- 大洞町
- 塩屋町
- 山口町
- 大島町
- 岩井町
- 滝町

## 1955年以降の高山市内の地名設置
- 曙町1～3丁目　　1966年
- 旭ヶ丘町　　1972年
- 匠ヶ丘町　　1973年
- 長坂町　　1969年
- 西洞町　　1955年
- 東山町　　1955年
- 緑ヶ丘1～2丁目　　1970年

## 2005年
2005年2月1日、大野郡丹生川村、清見村、荘川村、宮村、久々野町、朝日村、高根村、吉城郡国府町、上宝村を編入したことにより設置。

### 旧・丹生川村
旧・丹生川村の地名の頭に、「丹生川町」を冠した。
- 丹生川町芦谷
- 丹生川町池之俣
- 丹生川町板殿
- 丹生川町岩井谷
- 丹生川町瓜田
- 丹生川町大萱
- 丹生川町大谷
- 丹生川町大沼
- 丹生川町折敷地
- 丹生川町柏原
- 丹生川町北方
- 丹生川町桐山
- 丹生川町久手
- 丹生川町小野
- 丹生川町根方
- 丹生川町三之瀬
- 丹生川町塩屋
- 丹生川町下保
- 丹生川町白井
- 丹生川町曽手
- 丹生川町駄吉
- 丹生川町新張
- 丹生川町旗鉾
- 丹生川町日影
- 丹生川町日面
- 丹生川町坊方
- 丹生川町法力
- 丹生川町細越
- 丹生川町町方
- 丹生川町森部
- 丹生川町山口

### 旧・清見村
旧・清見村の地名の頭に、「清見町」を冠した。
- 清見町池本
- 清見町江黒
- 清見町大谷
- 清見町大原
- 清見町上小鳥
- 清見町坂下
- 清見町巣野俣
- 清見町夏厩
- 清見町楢谷
- 清見町二本木
- 清見町福寄
- 清見町藤瀬
- 清見町牧ケ洞
- 清見町三日町
- 清見町三ツ谷
- 清見町森茂

### 旧・荘川村
旧・荘川村の地名の頭に、「荘川町」を冠した。
- 荘川町赤谷
- 荘川町新渕
- 荘川町一色
- 荘川町岩瀬
- 荘川町牛丸
- 荘川町尾上郷
- 荘川町海上
- 荘川町黒谷
- 荘川町猿丸
- 荘川町三谷
- 荘川町惣則
- 荘川町寺河戸
- 荘川町中野
- 荘川町中畑
- 荘川町野々俣
- 荘川町牧戸
- 荘川町町屋
- 荘川町三尾河
- 荘川町六厩

### 旧・宮村
- 一之宮町

### 旧・久々野町
旧・久々野町の地名の頭に、「久々野町」を冠した。
- 久々野町阿多粕
- 久々野町有道
- 久々野町大西
- 久々野町久々野
- 久々野町久須母
- 久々野町小坊
- 久々野町小屋名
- 久々野町辻
- 久々野町木賊洞
- 久々野町長淀
- 久々野町渚
- 久々野町引下
- 久々野町無数河
- 久々野町柳島
- 久々野町山梨

### 旧・朝日村
旧・朝日村の地名の頭に、「朝日町」を冠した。
- 朝日町青屋
- 朝日町上ケ見
- 朝日町浅井
- 朝日町一之宿
- 朝日町大廣
- 朝日町甲
- 朝日町黍生谷
- 朝日町胡桃島
- 朝日町黒川
- 朝日町桑之島
- 朝日町小瀬
- 朝日町小瀬ケ洞
- 朝日町小谷
- 朝日町立岩
- 朝日町寺澤
- 朝日町寺附
- 朝日町西洞
- 朝日町万石
- 朝日町見座
- 朝日町宮之前

### 旧・高根村
旧・高根村の地名の頭に、「高根町」を冠した。
- 高根町阿多野郷
- 高根町池ケ洞
- 高根町猪之鼻
- 高根町大古井
- 高根町上ケ洞
- 高根町黍生
- 高根町小日和田
- 高根町下之向
- 高根町留之原
- 高根町中之宿
- 高根町中洞
- 高根町野麦
- 高根町日影
- 高根町日和田

### 旧・国府町
旧・国府町の地名の頭に、「国府町」を冠した。
- 国府町今
- 国府町宇津江
- 国府町瓜巣
- 国府町漆垣内
- 国府町金桶
- 国府町上広瀬
- 国府町木曽垣内
- 国府町桐谷
- 国府町三川
- 国府町鶴巣
- 国府町名張
- 国府町西門前
- 国府町糠塚
- 国府町半田
- 国府町東門前
- 国府町広瀬町
- 国府町三日町
- 国府町蓑輪
- 国府町宮地
- 国府町村山
- 国府町山本
- 国府町八日町

### 旧・上宝村
旧・上宝村の北部の地域は、地名の頭に「上宝町」を冠し、南東部の地域は、奥飛騨温泉郷があることから、地名の頭に「奥飛騨温泉郷」を冠した。
- 上宝町新田
- 上宝町荒原
- 上宝町岩井戸
- 上宝町芋生茂
- 上宝町金木戸
- 上宝町葛山
- 上宝町蔵柱
- 上宝町在家
- 上宝町下佐谷
- 上宝町双六
- 上宝町長倉
- 上宝町中山
- 上宝町鼠餅
- 上宝町本郷
- 上宝町見座
- 上宝町宮原
- 上宝町吉野
- 奥飛騨温泉郷赤桶
- 奥飛騨温泉郷今見
- 奥飛騨温泉郷柏当
- 奥飛騨温泉郷神坂
- 奥飛騨温泉郷笹嶋
- 奥飛騨温泉郷田頃家
- 奥飛騨温泉郷蓼之俣
- 奥飛騨温泉郷栃尾
- 奥飛騨温泉郷中尾
- 奥飛騨温泉郷一重ケ根
- 奥飛騨温泉郷平湯
- 奥飛騨温泉郷福地
- 奥飛騨温泉郷村上

## 参考資料
- 角川日本地名大辞典 21 岐阜県
- 高山市史